# Aloe reitzii
Aloe reitzii är en grästrädsväxtart som beskrevs av Gilbert Westacott Reynolds. Aloe reitzii ingår i släktet Aloe och familjen grästrädsväxter.

## Underarter
Arten delas in i följande underarter:
- A. r. reitzii
- A. r. vernalis

## Bildgalleri

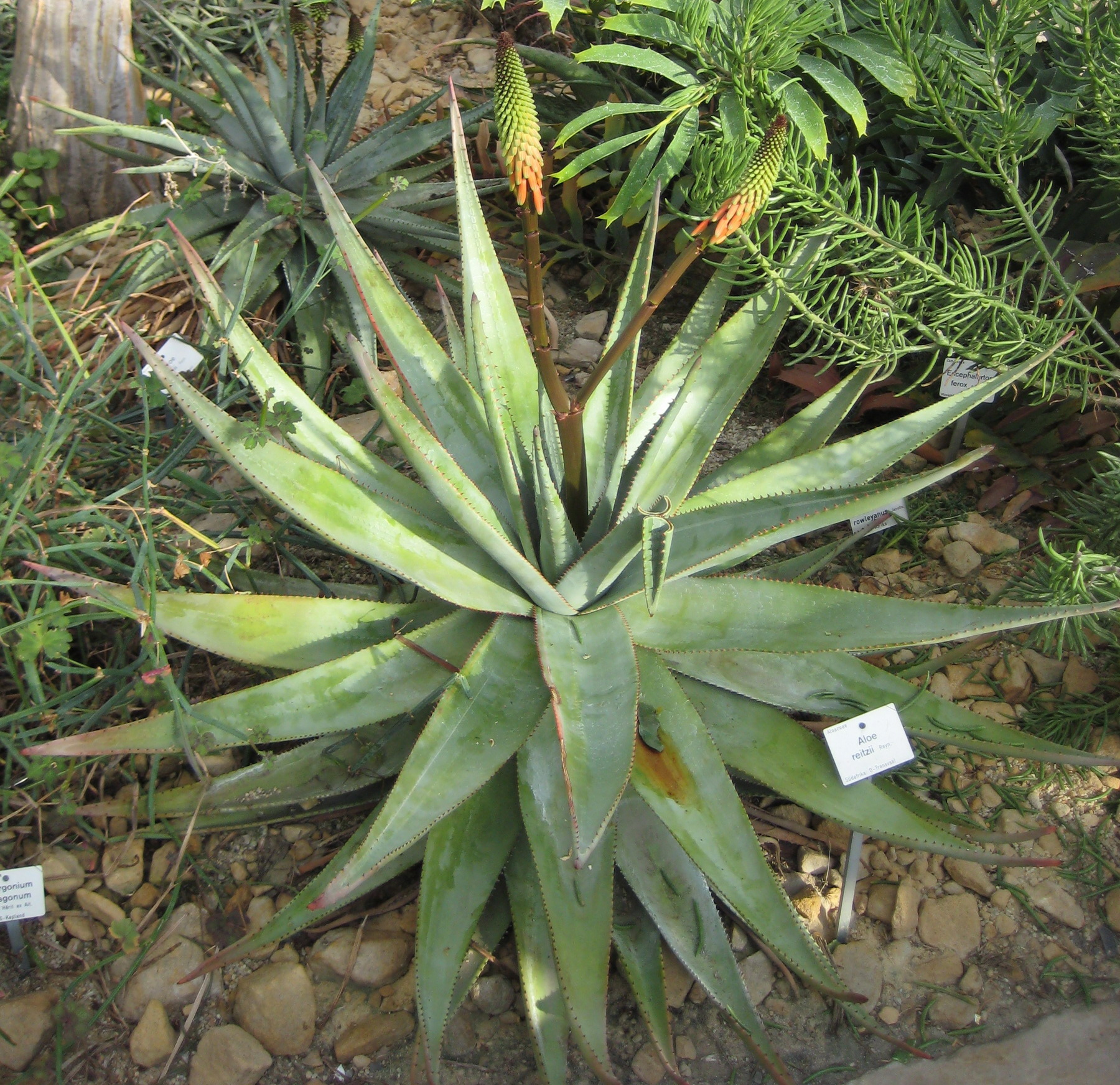
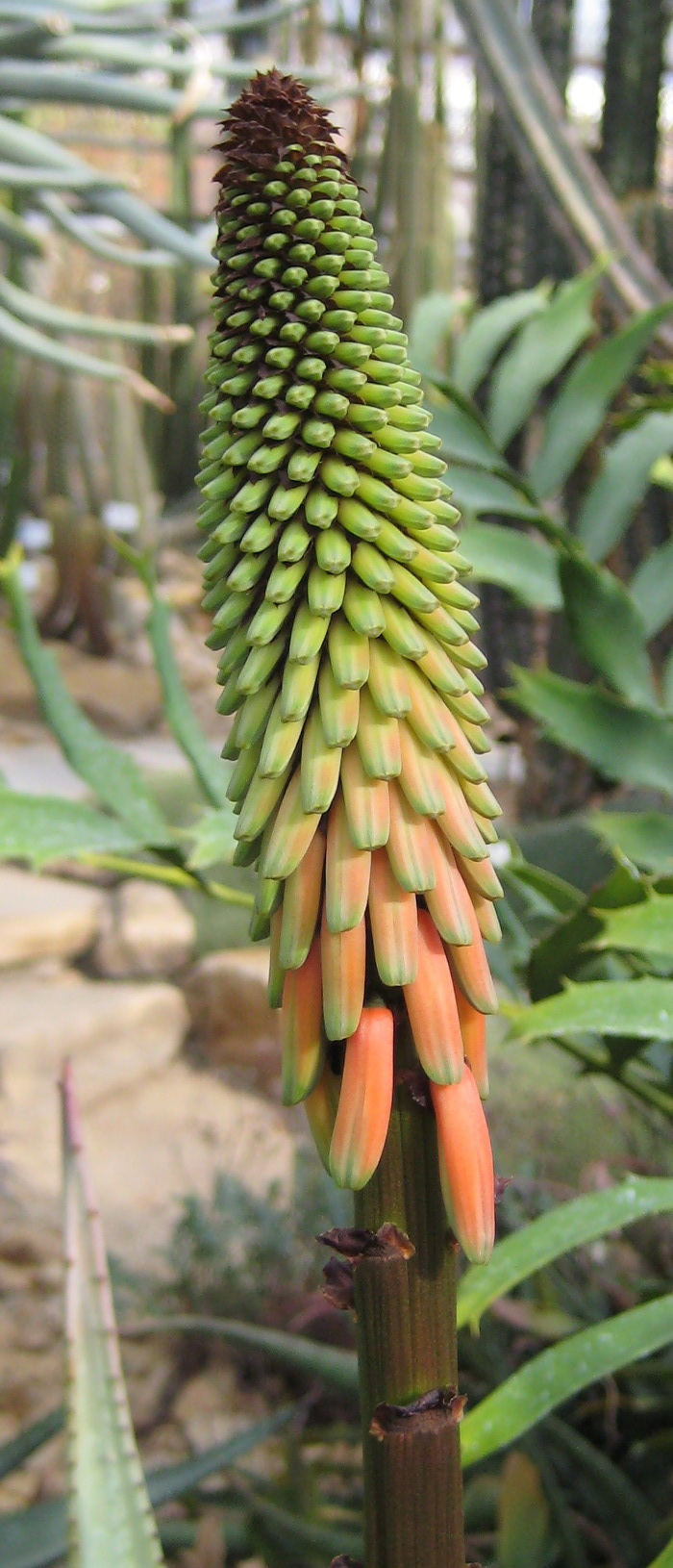
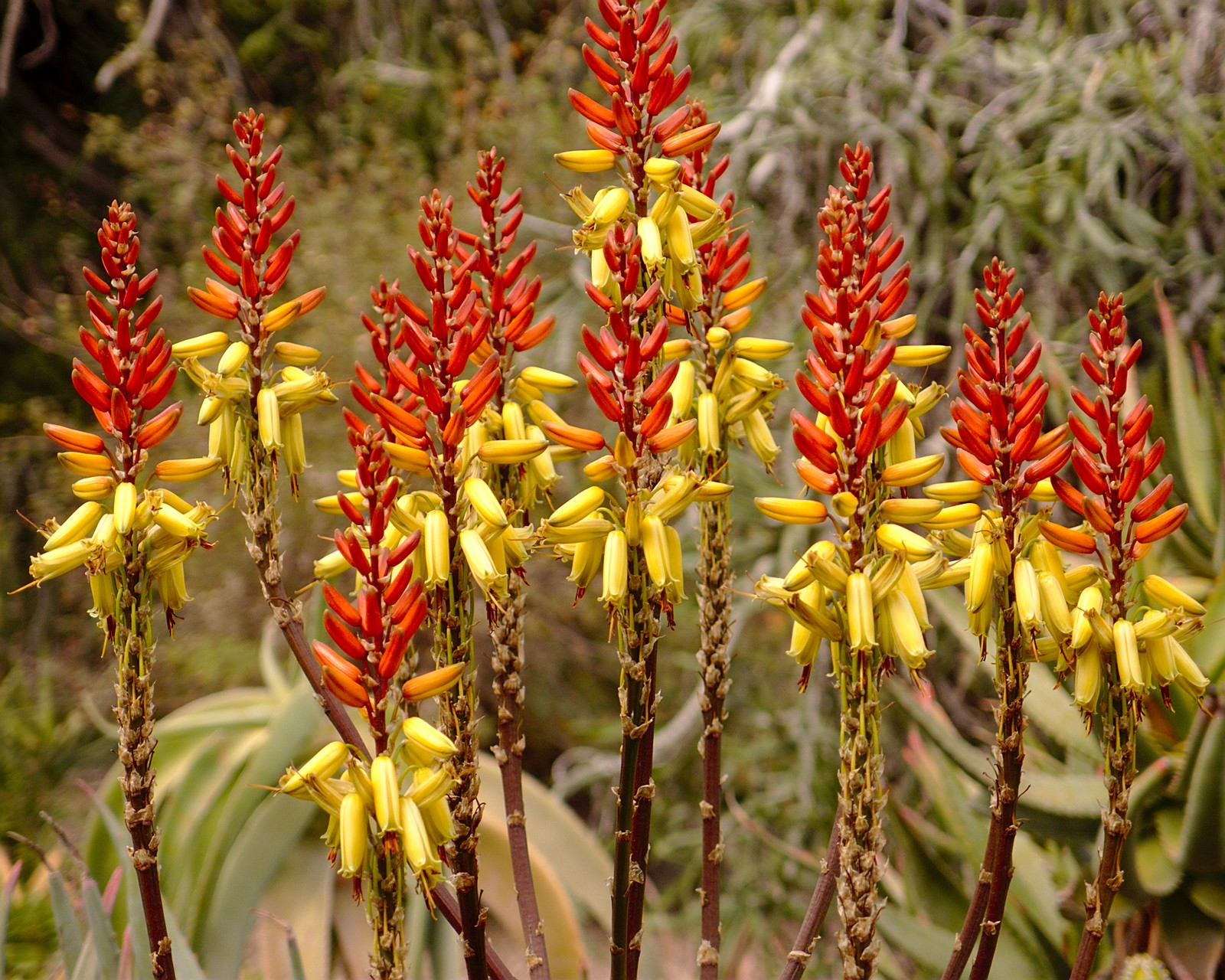